# Christine Kaufmann
Christine Maria Kaufmann (Lengdorf, 11 januari 1945 – München, 28 maart 2017) was een Duits-Oostenrijks actrice en schrijfster. Volgens eigen verklaringen ging Kaufmann nooit naar school, maar kreeg ze tijdens de pauzes les van wisselende privéleraren. Ze sprak Duits, Engels en Frans.

## Biografie
Christine Kaufmann was de dochter van de Franse visagiste Geneviève Gavaert en de Duitse luchtmachtofficier Johannes Kaufmann. Haar moeder was vanwege de oorlog verhuisd. Daarom werd Christine Kaufmann geboren in Lengdorf (gemeente Mitterberg-St. Martin). Ze groeide op in München, waar ze van kinds af aan balletlessen kreeg, onder meer in het Münchner Staatstheater am Gärtnerplatz en vervolgens bij het Staatsoperaballet.
Op 8-jarige leeftijd ontmoette ze de regisseur Harald Reinl, met wie ze samen Rosen-Resli (1954) draaide, een van de eerste grote West-Duitse bioscoopsuccessen na de Tweede Wereldoorlog. De film maakte van haar een kinderster. In de films Ein Herz schlägt für Erika, Wenn die Alpenrosen blüh'n en Die singenden Engel von Tirol kon ze nog meer grote successen vieren. In 1959 ging Kaufmann naar Italië, waar ze samen met Steve Reeves speelde in Gli ultimi giorni di Pompei.
In Gottfried Reinhardts film Town Without Pity uit 1961 verwierf ze naast Kirk Douglas internationale bekendheid en won ze in 1962 een Golden Globe Award voor beste jonge actrice. Tijdens het filmen van Taras Bulba in Argentinië ontmoette ze Tony Curtis in 1961, die vervolgens scheidde van zijn vrouw Janet Leigh. In 1963 trouwden Kaufmann en Curtis. De dochters Alexandra en Allegra komen uit het huwelijk.
Haar professionele succes in Hollywood was van korte duur, dus besloot ze het privéleven in te gaan. Voor de liefdeskomedie Monsieur Cognac, met Curtis als partner, en de Duits-Amerikaanse productie Tunnel 28 kreeg ze slechts matige tot slechte recensies. In haar autobiografie uitte Kaufmann zich negatief over deze films. In 1968 werd het huwelijk met Tony Curtis ontbonden.
Kaufmann ging terug naar Duitsland en maakte de televisiefilm Wie ein Blitz, geregisseerd door Rolf von Sydow, wat een groot succes was. Na verschillende rollen in televisieseries zoals Der Kommissar en Derrick begon ze te werken met regisseur Werner Schroeter. De resultaten zijn Der Tod der Maria Malibran (1971), Willow Springs (1973), Goldflocken (1976) en Tag der Idioten (1981). Ook de films Lili Marleen en Lola met Rainer Werner Fassbinder werden in 1981 gemaakt. Als toneelster ging ze op tournee met Udo Kier en Salome.
In 1974 en 1999 poseerde ze voor Playboy. Meest recent werd ze de mooiste grootmoeder van Duitsland genoemd. Bovendien had ze gedurende deze tijd veel opgevallen optredens onder leiding van Helmut Dietl, bijvoorbeeld in Der absolut normal Wahnsinn en Monaco Franze - Der eeuwige Stenz. Van 1999 tot 2012 presenteerde Christine Kaufmann haar eigen cosmetica lijnen wellnessproducten op telewinkelzender HSE24. In 2011 nam ze deel aan de ORF-show Dancing Stars, maar moest op de tweede show afscheid nemen.
Vanaf 2014 was Christine Kaufmann weer op theaterpodia te zien, laatstelijk in het Landestheater Linz in het toneelstuk Funklende Geister van Noël Coward en in Der Weibsteufel van Karl Schönherr.

## Privéleven en overlijden
Na haar huwelijk met Curtis was ze driemaal getrouwd - met televisieregisseur Achim Lenz (1974–1976), met muzikant en acteur Reno Eckstein (1979–1982) en met tekenaar Klaus Zey (1997–2011, uit elkaar in 2010).
Christine Kaufmann overleed in maart 2017 op 72-jarige leeftijd in een ziekenhuis in München aan de gevolgen van leukemie. Op 16 juni 2017 werd haar urn bijgezet in Vernon bij Parijs naast haar moeder Geneviève Gavaert en haar grootmoeder en overgrootmoeder.

## Onderscheidingen
- 1961: Gouden Globe Award voor Stadt ohne Mitleid (categorie: Beste aankomende actrice)
- 1962: Zilveren Bravo Otto

## Filmografie

### Bioscoop
- 1952: Im weißen Rößl
- 1953: Staatsanwältin Corda
- 1953: Salto Mortale
- 1953: Der Klosterjäger
- 1954: Rosen-Resli
- 1954: Der schweigende Engel
- 1955: Wenn die Alpenrosen blüh'n
- 1956: Ein Herz schlägt für Erika
- 1956: Die Stimme der Sehnsucht
- 1957: Die Winzerin von Langenlois (Und so was will erwachsen sein)
- 1957: Witwer mit fünf Töchtern
- 1958: Mädchen in Uniform
- 1958: Die singenden Engel von Tirol
- 1958: Der veruntreute Himmel
- 1959: Alle lieben Peter
- 1959: Vacanze d'inverno
- 1959: Gli ultimi giorni di Pompei
- 1959: Primo amore
- 1960: Un trono para Cristy
- 1960: Totò, Fabrizi e i giovani d'oggi
- 1960: Labbra rosse
- 1960: Der letzte Fußgänger
- 1960: Town Without Pity
- 1961: Via Mala
- 1961: Un nommé La Rocca
- 1961: Toller Hecht auf krummer Tour
- 1961: Costantino il grande
- 1961: Degenduell
- 1962: Taras Bulba
- 1962: 90 Minuten nach Mitternacht
- 1962: Escape from East Berlin
- 1962: La congiura dei dieci
- 1962: Lo spadaccino di Siena
- 1962: Tunnel 28
- 1964: Wild And Wonderful
- 1969: Lovebirds
- 1971: Murders in the Rue Morgue
- 1972: Der Tod der Maria Malibran
- 1973: Willow Springs
- 1974: Zum Abschied Chrysanthemen
- 1976: Auf Biegen oder Brechen
- 1976: Ab morgen sind wir reich und ehrlich
- 1976: Goldflocken
- 1978: Enigma rosso
- 1981: Tag der Idioten
- 1981: Lili Marleen
- 1981: Lola
- 1981: Egon Schiele – Exzesse
- 1983: Die wilden Fünfziger
- 1983: Die Schaukel
- 1983: Pankow '95
- 1984: Der Exzess
- 1987: Bagdad Cafe (Out of Rosenheim)
- 1989: Der Geschichtenerzähler
- 1989: Es ist nicht leicht, ein Gott zu sein
- 1994: Das sprechende Grab
- 1998: Caipiranha – Vorsicht Bissiger Nachbar
- 1998: Die Schläfer
- 2002: Haider lebt – 1. April 2021
- 2005: Die Rosenheim-Cops – Der Preußenschreck (gastrol)
- 2006: Liebesvogel
- 2011: Fahr zur Hölle
- 2014: Tom Sawyer & Huckleberry Finn

### Televisie

#### Televisiefilms
- 1970: Das Bastardzeichen
- 1970: Wie ein Blitz (driedeler)
- 1971: Gestrickte Spuren (ZDF/ORF tweedeler)
- 1973: Chaplins Hut
- 1973: Immobilien
- 1973 - Welt am Draht (2 delen)
- 1975: Lockruf des Goldes – Teil 4: Vierauge
- 1976: Ein Tag wie jeder andere mit den Erdnüssen
- 1977: Die Jüdin von Toledo
- 1979: Der Graf von Monte Christo
- 1982: Die Ausgesperrten
- 1993: Das Double
- 1995: Weihnachten mit Willy Wuff – Eine Mama für Lieschen
- 1998: Höllische Nachbarn
- 2003: Club der Träume - Türkei, Marmaris
- 2008: Liebesticket nach Hause
- 2013: Stille

#### Televisieseries
- 1972: Der Kommissar – Traum eines Wahnsinnigen
- 1974: Die Fälle des Herrn Konstantin – Der gußeiserne Buddha/Bankdirektor Alba
- 1977: Derrick – Hals in der Schlinge
- 1979: Der ganz normale Wahnsinn
- 1981: Die Laurents (7 afleveringen)
- 1982: Monaco Franze (meerdeler)
- 1987: Die Insel (6 afleveringen)
- 1989: Harald und Eddi (16 afleveringen)
- 1990: Wenn das die Nachbarn wüßten (meerdeler)
- 1993: Liebe ist Privatsache
- 1993: Glückliche Reise – Ibiza
- 1995: Stubbe - Von Fall zu Fall: Stubbe sieht rot
- 1996: Ein flotter Dreier - Nur für eine Nacht
- 1996: Balko - Ein Toter zu wenig
- 1998: A.S. - Gefahr ist sein Geschäft - Das Tier
- 1998: Für alle Fälle Stefanie - Goldene Regeln
- 1999: Einsatz Hamburg Süd - Trau keinem!
- 2007: Die Märchenstunde: Aschenputtel – Für eine Hand voll Tauben
- 2008: Im Namen des Gesetzes (tv-serie)
- 2013: Heiter bis tödlich: Fuchs und Gans - Eierdiebe
- 2013: Tiere bis unters Dach – Die Millionenkatze